# クラレンス・ホワイト
クラレンス・ホワイト（Clarence White、1944年6月7日 - 1973年7月15日）は、アメリカのミュージシャン、ギタリスト。ケンタッキー・カーネルズ、ミュールスキナーなどのブルーグラスバンド、ロックバンドのザ・バーズでギターリストとして活動した。ブルーグラス、およびカントリー・ロックのギター奏法に革新をもたらし後世に大きな影響を与えたが、交通事故のために29歳で死去した。
「ローリング・ストーンの選ぶ歴史上最も偉大な100人のギタリスト」において2003年は第41位、2011年の改訂版では第52位。

## ケンタッキー・カーネルズ
1944年、メイン州ルイストンでフランス系カナダ人の両親のもとに生まれる。一流のブルーグラスミュージシャンであった父の影響で一家は音楽に囲まれており、クラレンスも幼少の頃からウクレレやバンジョーに親しみ、8歳ごろにギターを始める。1954年に一家はカルフォルニアに親戚を頼って移住し、現地でクラレンスは兄のローランド・ホワイトやエリックと共にブルーグラスバンド「スリー・リトル・カントリー・ボーイズ」 (Three Little Country Boys) を結成し、演奏活動を始める。
1962年にバンド名を「ケンタッキー・カーネルズ」に改め、ファースト・アルバムを録音する。この頃には、ブルーグラス奏者としてのギタースタイルはほぼ完成されていた。その後2、3年の間、ケンタッキーカーネルズは精力的に活動する。1964年にはアルバム『アパラチアン・スウィング』 (Appalachian Swing) を発表するが、正統派のブルーグラス音楽は次第に時代遅れとなり、業績不振のためにグループは1966年に解散した。

## ザ・バーズ
その後、クラレンスはエレクトリックギターを演奏するようになり、スタジオミュージシャンとして多くのレコーディングセッションで活動する。代表的なものにはリック・ネルソン、アーロ・ガスリー、モンキーズ、ジャクソン・ブラウンなどのアルバムがある。レコーディング・セッションの合間には、伝説的グループ「ナッシュビル・ウェスト」で活動している。
その過程でロックに接近し、ザ・バーズのアルバム『昨日よりも若く』『名うてのバード兄弟』『ロデオの恋人』にセッション・ミュージシャンとして参加する。『バーズ博士とハイド氏』の録音（1968年）から正式にバーズのメンバーに加入し、1973年の解散までに5枚のアルバムを制作した。クラレンスがバーズに参加したことにより、バンドは圧倒的なライブパフォーマンスが可能となり、そのカントリーフレイバーあふれるギターフレーズは多くの後進ギターリストたちに影響を与えた。バーズのアルバムではボーカルを担当している楽曲もあるが、バンドのフロントマンであるロジャー・マッギンと他のメンバーの間で音楽的方向性に関して意見が対立し始め、マッギンはオリジナルメンバーでのバーズ存続を強く求めるようになり、バンドは解散した。
バーズ在籍中は、「Oil in My Lamp」「Truck Stop Girl」「Take a Whiff on Me」「ジャマイカ・セイ・ユー・ウィル」などの作品でリード・ボーカルをとった。
1973年にバーズが解散すると、クラレンスはセッションギタリストとして活動を続けると同時に、兄弟たちとブルーグラスバンドを再開する。ほかにもミュールスキナーなどのバンドで活躍した。

## 死去
1973年7月15日、カルフォルニアのパームデールでの仕事を終え、機材を詰め込んでいる最中、泥酔した女の運転手の車に撥ねられて29歳で死去した。

## 音楽性
クラレンス・ホワイトはブルーグラス音楽では本来、伴奏楽器であったアコースティックギターをリード楽器として定着させた第一人者である。彼以前にもリード奏者はいたが、一本調子の大味な演奏が多かった。それに対し、ジャズやR&Bの影響を濃く受けたクラレンスは、卓越したリズム感覚でリズムの変化を多用することや音程を飛躍させることにより、躍動感のあふれる多彩なフレーズを生み出し、ブルーグラスのギターブレイクを芸術の域まで高めた。
エレクトリックギターの分野でも、ストリングベンダー（正式には、セカンドストリング・ショルダーストラップ・ベンダー）という、エレクトリックギターでスティールギターのような効果を出す装置をジーン・パーソンズと共に考案した。ザ・バーズのライブアルバム『untitled』では、この装置付きギターを効果的に使っている。

## 使用楽器
クラレンスの使用したギターでもっとも有名なのは、ケンタッキー・カーネルズ時代に愛用した1935年製マーティン D-28(シリアルナンバー#58957）である。これは通常のギターよりもサウンドホールが大きく開けられる改造が施してあり、「ラージサウンドホール」モデルと言われる。クラレンスの死後、このギターの所有者はトニー・ライスとなった。
そのほかにマーティン・D-18、ロイ・ノーブルやマーク・ホワイトブックといった当時著名な個人製作家のギターも使用している。本人はD-18がお気に入りだったらしく、多くの録音がD-18でなされている。
バーズ時代は前述のストリングベンダーを搭載した1954年製のフェンダー・テレキャスターがメインで、この頃はオベーションのギターも使っている。